# Costilla County
Costilla County [kəsˈtiːjə] ist ein (County) im Süden des US-Bundesstaates Colorado. Der Verwaltungssitz (County Seat) ist San Luis.

## Geographie
Costilla County ist eines der 16 ursprünglichen Countys von Colorado, nach dem gleichnamigen Fluss benannt und liegt am Übergang des San-Luis-Tals zur Bergkette Sangre de Cristo (Das Blut Christi). Im Westen bildet der Rio Grande (Rio Bravo) – mit über 3000 km einer der längsten Flüsse Nordamerikas – eine natürliche Grenze zum benachbarten Conejos. Ferner grenzt Costilla von Norden nach Osten an die Bezirke Alamosa, Huerfano und Las Animas sowie auf neumexikanischer Seite an Taos und Colfax.

## Demografische Daten

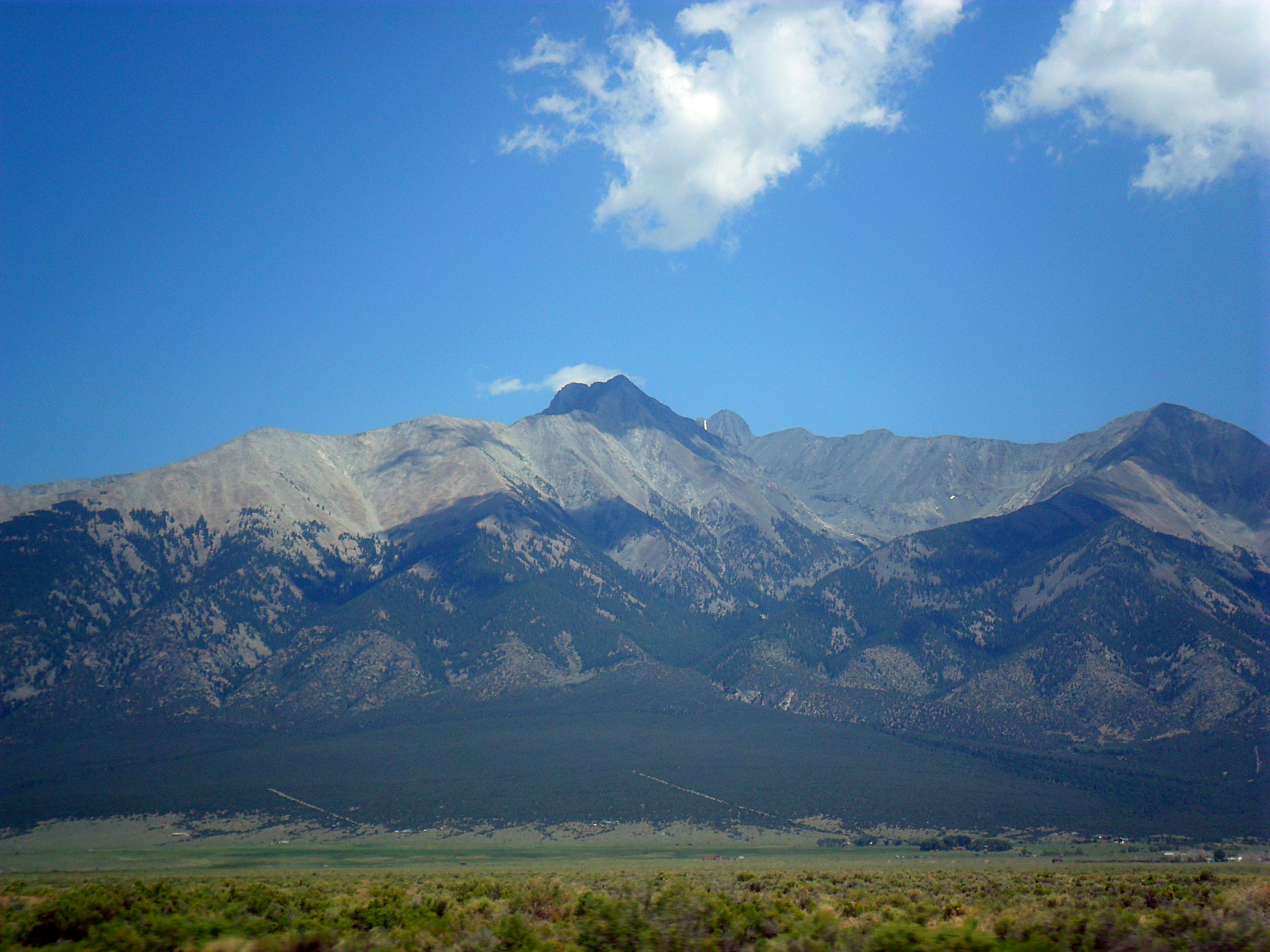
Der Blanca Peak

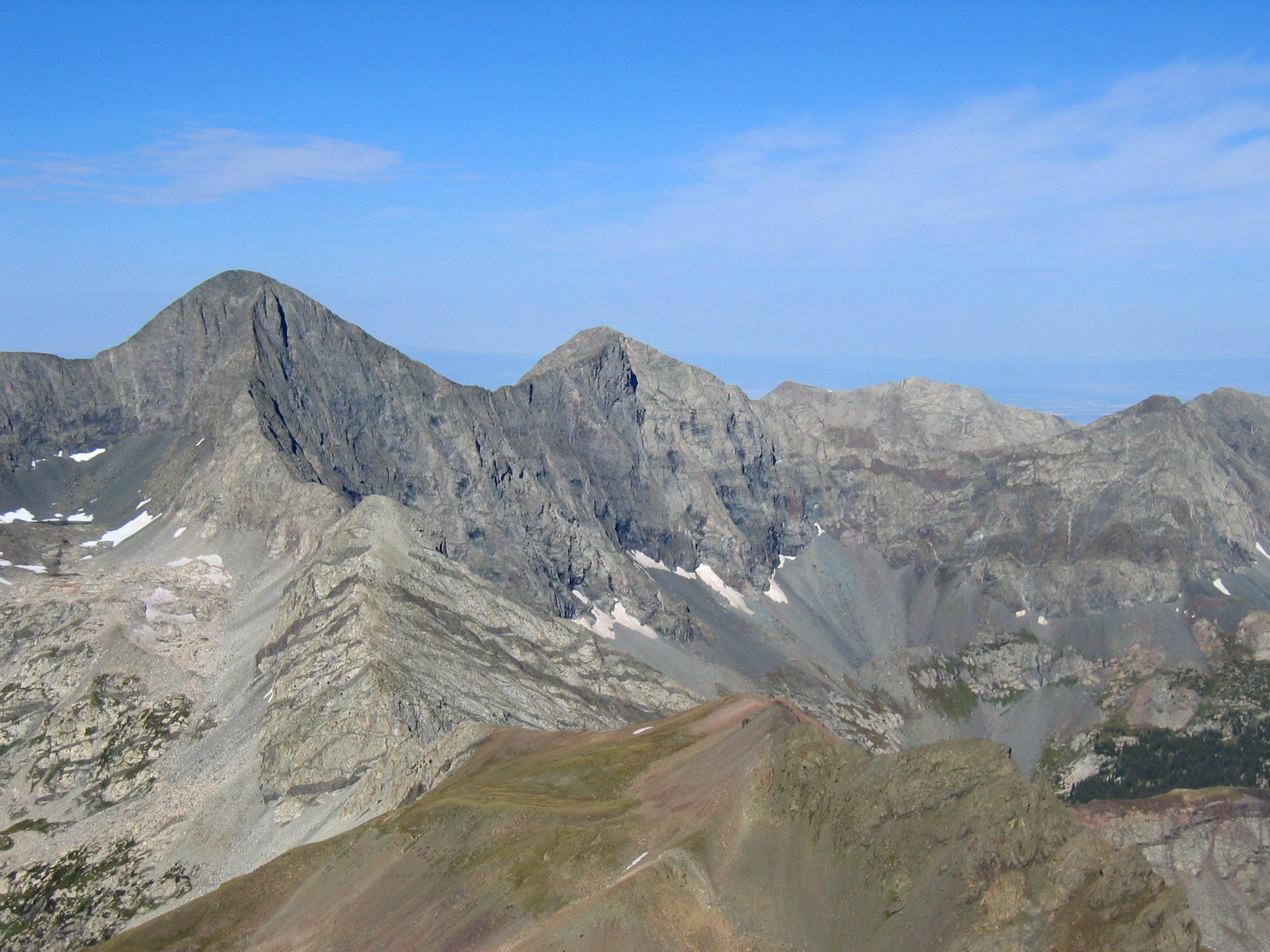
Die Ostseite des Mount Blanca

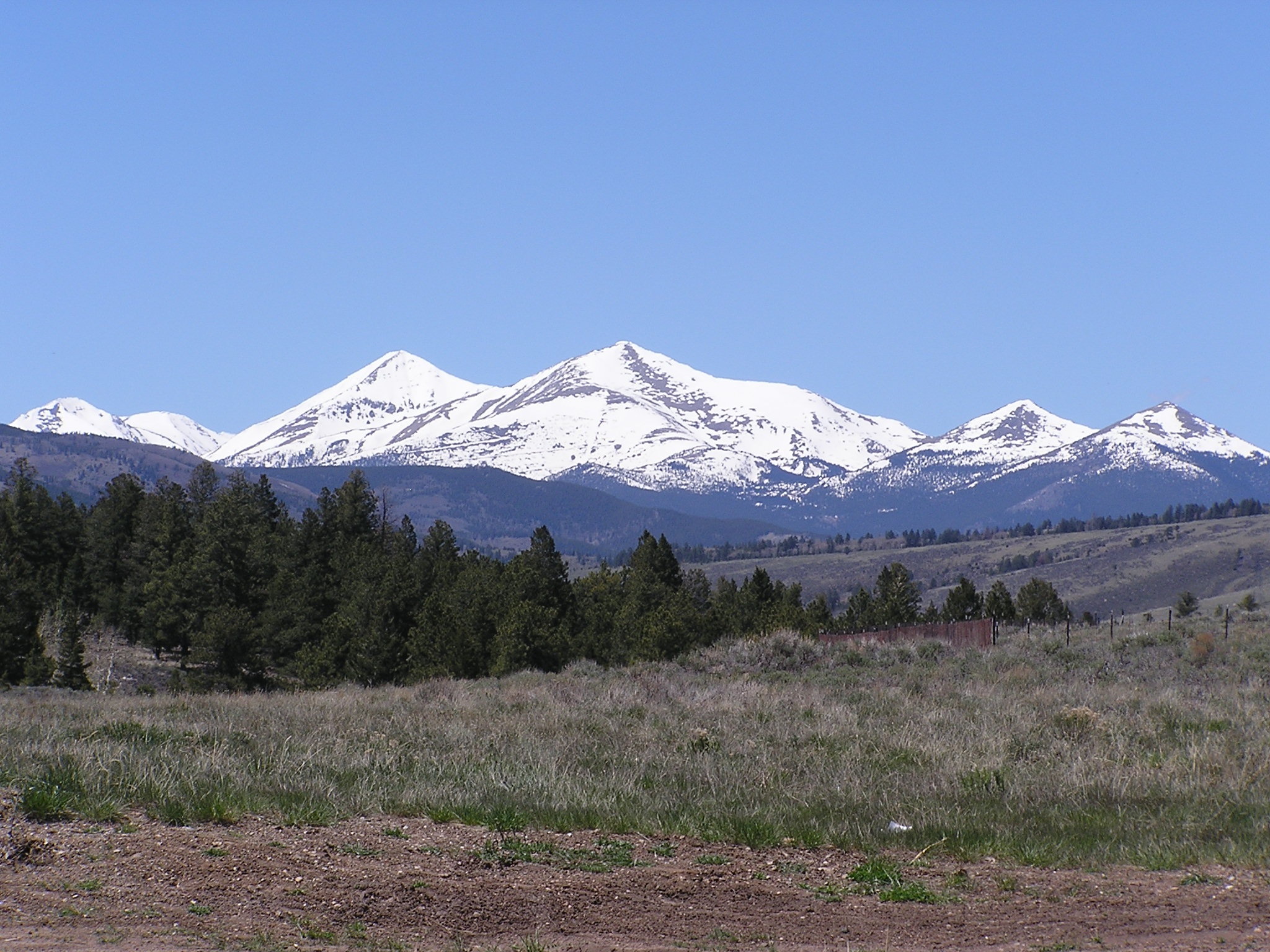
Der Taylor Mountain

Nach der Volkszählung im Jahr 2000 lebten im County 3663 Menschen. Es gab 1503 Haushalte und 1029 Familien. Die Bevölkerungsdichte betrug 1 Einwohner pro Quadratkilometer. Ethnisch betrachtet setzte sich die Bevölkerung zusammen aus 60,91 Prozent Weißen, 0,79 Prozent Afroamerikanern, 2,48 Prozent amerikanischen Ureinwohnern, 1,01 Prozent Asiaten, 0,14 Prozent Bewohnern aus dem pazifischen Inselraum und 29,46 Prozent aus anderen ethnischen Gruppen; 5,21 Prozent stammten von zwei oder mehr Ethnien ab. 67,59 Prozent der Bevölkerung waren spanischer oder lateinamerikanischer Abstammung.
Von den 1.503 Haushalten hatten 28,5 Prozent Kinder und Jugendliche unter 18 Jahre, die bei ihnen lebten. 52,6 Prozent waren verheiratete, zusammenlebende Paare, 11,3 Prozent waren allein erziehende Mütter. 31,5 Prozent waren keine Familien. 28,1 Prozent waren Singlehaushalte und in 11,6 Prozent lebten Menschen im Alter von 65 Jahren oder darüber. Die Durchschnittshaushaltsgröße betrug 2,44 und die durchschnittliche Familiengröße lag bei 2,98 Personen.
Auf das gesamte County bezogen setzte sich die Bevölkerung zusammen aus 25,0 Prozent Einwohnern unter 18 Jahren, 6,6 Prozent zwischen 18 und 24 Jahren, 23,3 Prozent zwischen 25 und 44 Jahren, 28,3 Prozent zwischen 45 und 64 Jahren und 16,8 Prozent waren 65 Jahre alt oder darüber. Das Durchschnittsalter betrug 42 Jahre. Auf 100 weibliche Personen kamen 99,8 männliche Personen, auf 100 Frauen im Alter ab 18 Jahren kamen statistisch 96,2 Männer.
Das jährliche Durchschnittseinkommen eines Haushalts betrug 19.531 USD, das Durchschnittseinkommen der Familien betrug 25.509 USD. Männer hatten ein Durchschnittseinkommen von 22.390 USD, Frauen 16.121 USD. Das Prokopfeinkommen betrug 10.748 USD. 26,8 Prozent der Bevölkerung und 21,3 Prozent der Familien lebten unterhalb der Armutsgrenze. Darunter waren 32,4 Prozent der Bevölkerung unter 18 Jahren und 23,3 Prozent der Einwohner ab 65 Jahren.

## Kultur und Sehenswürdigkeiten

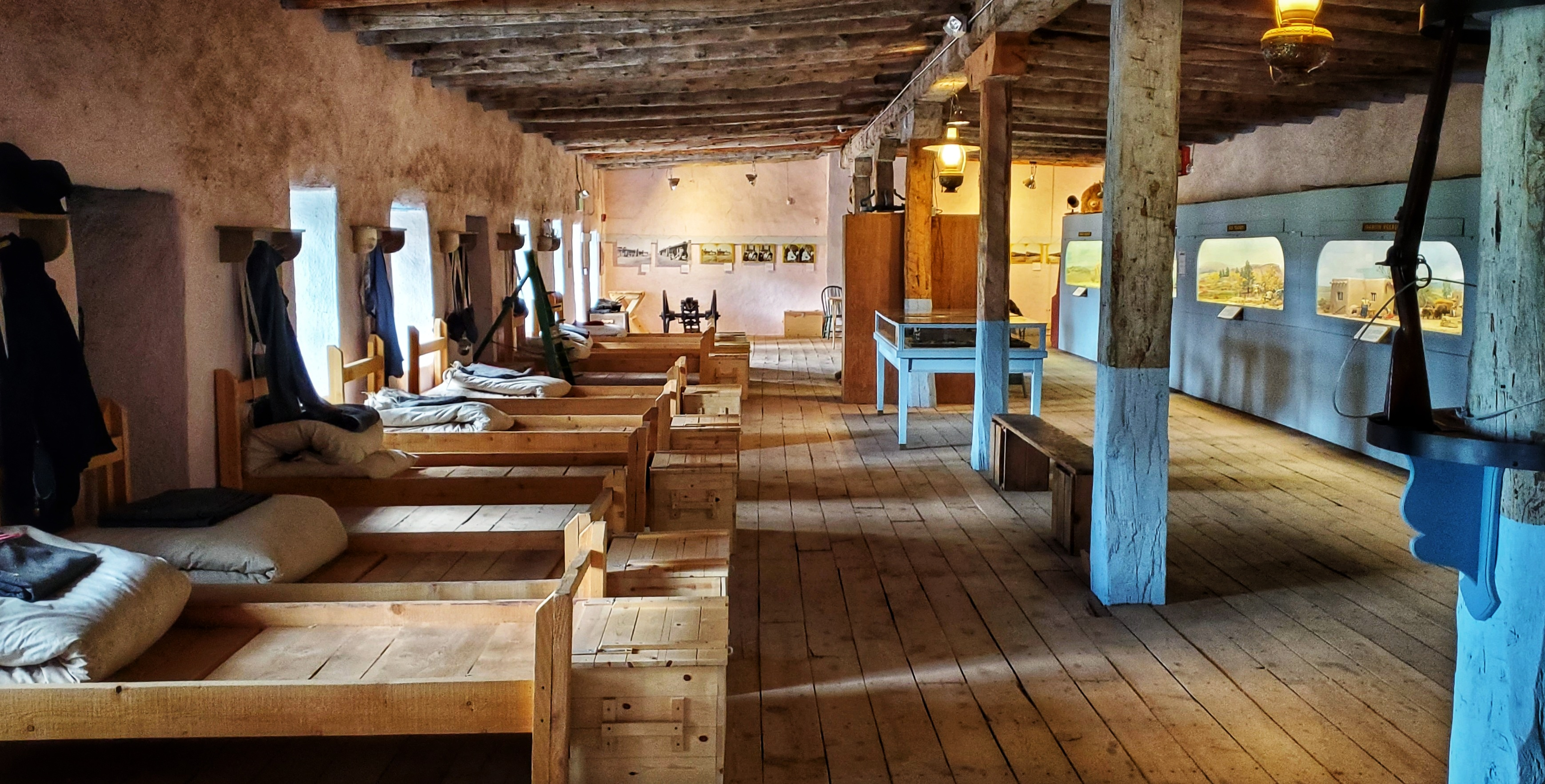
Im Fort Garland Museum (2021). Dieses ehemalige Fort war in der zweiten Hälfte des 19. Jahrhunderts in Betrieb und dient heute als Museum. Es wurde als erstes Objekt des County im Februar 1970 in das NRHP eingetragen.

Zwölf Bauwerke, Stätten und „historische Bezirke“ (Historic Districts) des Countys sind im National Register of Historic Places („Nationales Verzeichnis historischer Orte“; NRHP) eingetragen (Stand 23. August 2022), darunter fünf Kirchen und zwei Brücken.

## Orte
- Blanca
- Chama
- Eastdale
- Fir
- Fort Garland
- Garcia
- Jaroso
- La Valley
- La Veta Pass
- Los Fuertes
- Mesita
- Russell
- San Acacio
- San Luis
- San Pablo
- San Pedro
- Viejo San Acacio

## Flüsse
- Rio Grande (Grenzfluss zu Conejos County)

## Berge
Der Bezirk Costilla wird im Westen vollständig vom Gebirge Sangre de Cristo durchzogen, in dem innerhalb der Bezirksgrenzen mehr als ein Dutzend Viertausender liegen.
1. Blanca Peak (4375 m)
2. Culebra Peak (4294 m)
3. Mount Lindsey (4280 m)
4. Little Bear Peak (4278 m)
5. Red Mountain (4239 m)
6. Vermejo Peak (4183 m)
7. Purgatoire Peak (4168 m)
8. Hamilton Peak (4163 m)
9. Trinchera Peak (4120 m)
10. Cuatro Peak (4111 m)
11. Miranda Peak (4105 m)
12. De Anza Peak (4069 m)
13. Beaubein Peak (4018 m)
14. Francisco Peak (4004 m)
15. Lomo Lisa (4001 m)